# 藍見村
藍見村（あいみむら）は、かつて岐阜県武儀郡にあった村である。
現在の美濃市の南西部、長良川西岸の村である。村名は古事記・日本書紀に記載されている「藍見川」（長良川の旧称の説がある）に由来する。

## 歴史
- 江戸時代末期、この地域は天領であった。
- 1889年（明治22年）7月1日 - 笠神村、極楽寺村、横越村が合併し発足。
- 1954年（昭和29年）4月1日 - 美濃町、洲原村、下牧村、上牧村、大矢田村、中有知村と合併し美濃市が発足。同日藍見村廃止。

## 教育
- 藍見村立藍見小学校 （現・美濃市立藍見小学校）
- 組合立昭和中学校 （現・美濃市立昭和中学校）